# Ian Macdonald
Ian Grant Macdonald (Londres, 11 de outubro de 1928 — 8 de agosto de 2023) foi um matemático britânico.
Em 1979 foi eleito membro da Royal Society. Em 1991 recebeu o Prêmio Pólya da London Mathematical Society. Em 2009 recebeu o Prêmio Leroy P. Steele. Macdonald participou do Congresso Internacional de Matemáticos de 1998 em Berlim (Constant term identities, orthogonal polynomials and affine Hecke algebras), e foi em 1970 "Invited Speaker" em Nice (Harmonic analysis on semi-simple groups).

## Obras
- com Michael Atiyah: Introduction to commutative algebra, Addison-Wesley, 1969.
- Algebraic geometry – introduction to schemes, Benjamin, 1968.
- Spherical functions on a group of p-adic type, Publications of the Ramanujan Institute, Madras, 1971.
- Notes on Schubert Polynomials, Montreal, 1991.
- Affine Hecke algebras and orthogonal polynomials, Cambridge Tracts in Mathematics, Volume 157. Cambridge University Press, Cambridge, 2003.
- com Roger Carter, Graeme Segal: Lectures on Lie groups and Lie algebras, London Mathematical Society Student Texts, Cambridge University Press, 1995.
- Symmetric functions and Hall polynomials, 1978, 2ª Edição, The Clarendon Press, Oxford University Press, Nova Iorque, 1995.
- Symmetric functions and orthogonal polynomials, American Mathematical Society, Providence, RI, 1998.
- Affine Hecke Algebras and orthogonal polynomials, Cambridge University Press, 2003.
- Affine Root Systems and Dedekind's η-Function, Inventiones Mathematicae, Volume 15, 1972, p. 91–143, Online